# Druga szansa (film)
Druga szansa (ang. Things We Lost in the Fire) – amerykańsko-brytyjsko-kanadyjski dramat filmowy z 2007 roku w reżyserii Susanne Bier. Zdjęcia kręcono w Vancouver.

## Opis fabuły
Audrey Burke straciła swojego męża i nie potrafi się z tym pogodzić. Na pogrzeb zaprasza Jerry'ego, najlepszego przyjaciela męża i proponuje mu zamieszkanie u niej, choć nigdy nie darzyła go sympatią. Wszystko z powodu alkoholizmu i narkomanii Jerry'ego, który mimo tego deklaruje pomoc kobiecie i jej dzieciom.

## Obsada
- Halle Berry – Audrey Burke
- Benicio del Toro – Jerry Sunborne
- David Duchovny – Brian Burke
- Alexis Llewellyn – Harper Burke
- Micah Berry – Dory Burke
- John Carroll Lynch – Howard Glassman
- Alison Lohman – Kelly
- Robin Weigert – Brenda
- Omar Benson Miller – Neal
- Paula Newsome – Diane
- Sarah Dubrovsky – Spring
- Maureen Thomas – Babcia Ginnie Burke
- Patricia Harras – Żona Howarda
- Caroline Field – Teresa Haddock

i inni